# Gouvernement Ponta IV
Pour les articles homonymes, voir gouvernement Ponta.
Roumanie
Ponta III Cioloș
Le gouvernement Ponta IV (en roumain : Guvernul Victor Ponta (4)) est le gouvernement de la Roumanie du 14 décembre 2014 au 17 novembre 2015, durant la septième législature du Parlement.

## Coalition et historique
Dirigé par le Premier ministre social-démocrate sortant Victor Ponta, ce gouvernement est constitué par une coalition gouvernementale entre le Parti social-démocrate (PSD), le Parti libéral-réformateur (PLR), le Parti conservateur (PC) et l'Union nationale pour le progrès de la Roumanie (UNPR). Ensemble, ils disposent de 222 députés sur 401, soit 55,4 % des sièges de la Chambre des députés, et 93 sénateurs sur 171, soit 54,4 % des sièges du Sénat.
Il est formé à la suite de l'élection présidentielle des 2 et 16 novembre et succède au gouvernement Ponta III, constitué et soutenu par le PSD, l'Union démocrate magyare de Roumanie (UDMR), le PC et l'UNPR. Prenant acte de la défaite de Ponta, l'UDMR décide de quitter la coalition, ce qui contraint le chef du gouvernement à constituer son quatrième exécutif en moins de trois ans. Afin de rester majoritaire dans les deux chambres, il appelle alors au cabinet deux membres du PLR, formation dissidente du Parti national libéral (PNL) constituée autour de Călin Popescu-Tăriceanu. Il remporte sans difficulté le vote de confiance organisé le 15 décembre, par 377 voix contre 134, devant le Parlement réuni en session conjointe.
En juin 2015, le Parti libéral-réformateur et le Parti conservateur fusionnent pour former l'Alliance des libéraux et démocrates (ALDE).
Le 4 novembre 2015, à la suite des manifestations de 2015 en Roumanie liées à l'incendie de la discothèque Colectiv, le Premier ministre, Victor Ponta annonce sa démission. Le lendemain, le président de la République, Klaus Iohannis, nomme le ministre de l'Éducation, Sorin Cîmpeanu, Premier ministre par intérim.

## Composition
- Les nouveaux ministres sont indiqués en gras, ceux ayant changé d'attributions en italique.

| Fonction                                                                                    | Titulaire | Titulaire                                                                      | Parti    |
| ------------------------------------------------------------------------------------------- | --------- | ------------------------------------------------------------------------------ | -------- |
| Premier ministre                                                                            |           | Victor Ponta (jusqu'au 05/11/2015)                                             | PSD      |
| Premier ministre                                                                            |           | Sorin Cîmpeanu a.i.                                                            | Sans     |
| Vice-Premier ministre Ministre des Affaires intérieures                                     |           | Gabriel Oprea (jusqu'au 09/11/2015)                                            | UNPR     |
| Ministre des Affaires intérieures a.i.                                                      |           | Sorin Cîmpeanu (à partir du 09/11/2015)                                        | Sans     |
| Ministre du Développement régional et de l'Administration publique                          |           | Liviu Dragnea (jusqu'au 15/05/2015) Sevil Shhaideh (à partir du 20/05/2015)    | PSD      |
| Ministre de l'Agriculture et du Développement rural                                         |           | Daniel Constantin                                                              | PC/ALDE  |
| Ministre des Affaires étrangères                                                            |           | Bogdan Aurescu                                                                 | Sans     |
| Ministre de la Défense nationale                                                            |           | Mircea Dușa                                                                    | PSD      |
| Ministre des Finances publiques                                                             |           | Darius Vâlcov (jusqu'au 15/03/2015) Eugen Teodorovici (à partir du 30/03/2015) | PSD      |
| Ministre de l'Économie, du Commerce et du Tourisme                                          |           | Mihai Tudose                                                                   | PSD      |
| Ministre de l'Énergie, des Petites et moyennes entreprises et du Milieu des affaires        |           | Andrei Gerea                                                                   | PLR/ALDE |
| Ministre de la Justice                                                                      |           | Robert Cazanciuc                                                               | Sans     |
| Ministre des Transports                                                                     |           | Ioan Rus (jusqu'au 11/06/2015) Iulian Matache (à partir du 16/07/2015)         | PSD      |
| Ministre de la Santé                                                                        |           | Nicolae Bănicioiu                                                              | PSD      |
| Ministre de l'Environnement, des Eaux et des Forêts                                         |           | Grațiela Gavrilescu                                                            | PLR/ALDE |
| Ministre du Travail                                                                         |           | Rovana Plumb                                                                   | PSD      |
| Ministre de l'Éducation et de la Recherche scientifique                                     |           | Sorin Cîmpeanu                                                                 | Sans     |
| Ministre de la Société de l'information                                                     |           | Sorin Grindeanu                                                                | PSD      |
| Ministre des Fonds européens                                                                |           | Eugen Teodorovici (jusqu'au 30/03/2015) Marius Nica                            | PSD      |
| Ministre de la Jeunesse et des Sports                                                       |           | Gabriela Szabó                                                                 | Sans     |
| Ministre de la Culture                                                                      |           | Ionuț Vulpescu                                                                 | PSD      |
| Ministre délégué chargé des Relations avec le Parlement (Auprès du Premier ministre)        |           | Eugen Nicolicea                                                                | UNPR     |
| Ministre délégué chargé des Roumains expatriés (Auprès du ministre des Affaires étrangères) |           | Angel Tîlvăr                                                                   | PSD      |
| Ministre délégué chargé du Dialogue social (Auprès du ministre du Travail)                  |           | Liviu Pop                                                                      | PSD      |